# In utroque jure
Pour les articles homonymes, voir JUD.
Un diplôme in utroque jure (ou in utroque iure) est une licence ou un doctorat « en l'un et l'autre droits », c'est-à-dire en droit canon et en droit civil. Ce diplôme était fréquent du Moyen Âge à la fin de l'époque moderne dans les universités européennes et il l'est resté dans la hiérarchie de l'Église catholique romaine. En 1902, le président américain Grover Cleveland se le vit décerner à titre honorifique par le collège augustinien de Saint-Thomas.

## Description
L'expression in utroque jure peut aussi se dire utriusque iuris (utriusque juris) ou iuris utriusque (juris utriusque).
Cette dénomination s'écrit en abrégé de plusieurs manières lorsqu'elle est accompagnée du mot doctor : JUD, IUD, DUJ, JUDr, DUI, DJU, Dr.iur, DIU, UJD ou UID ou du mot licentiatus : J.U.L, I.U.L.
Parmi les ecclésiastiques titulaires du double doctorat, beaucoup ont obtenu leur diplôme à l'Université pontificale du Latran. La Faculté de droit canonique de l'Institut catholique de Paris permet également de préparer des diplômes conjoints avec l'Université de Paris 11 (Faculté Jean Monnet à Sceaux), y compris pour le doctorat : un doctorat conjoint ou "double thèse" ; une unique thèse est rédigée dans les deux disciplines, avec une unique soutenance devant un jury mixte ; mais les deux jurys délibèrent séparément.
L'Université de Fribourg permet aux étudiants d'obtenir la mention utriusque iuris dans le cadre de la licence et/ou du doctorat de droit commun. Les cours de droit canon peuvent être suivis en allemand ou en français.

## Personnalités titulaires du doctorat ou de la licencein utroque jure
- Papes : Léon XIII, Pie IV, Pie VI, Pie XII.
- Divers : Oudocée ( ? - 615) Sébastien Brant, Luigi Dadaglio, Domenico Ferrata, Enrico Gasparri, Pietro Gasparri, Józef Glemp, Giuseppe Mazzini, Salvatore Pappalardo, Raymond de Penafort, Luigi Poggi, Mario Francesco Pompedda, Pietro Respighi, Eugène Sol, William Stubbs, Serafino Vannutelli, Alessandro Verde, Jean-Baptiste van Dievoet (1775-1862), Giacomo Casanova.